# 小行星1032
小行星1032（Pafuri）是一颗围绕太阳公转的小行星。
該小行星以南非川斯瓦省的帕夫里河（Pafuri River）命名。

## 参数
这颗小行星的绝对星等为10.00等，自转周期为24小时。